# Lanta
För andra betydelser, se Lanta (olika betydelser).
Lanta är en kommun i departementet Haute-Garonne i regionen Occitanien i södra Frankrike. Kommunen ligger i kantonen Lanta som tillhör arrondissementet Toulouse. År 2022 hade Lanta 2 269 invånare.

## Befolkningsutveckling
Antalet invånare i kommunen Lanta
Referens:INSEE

## Minnesmärke

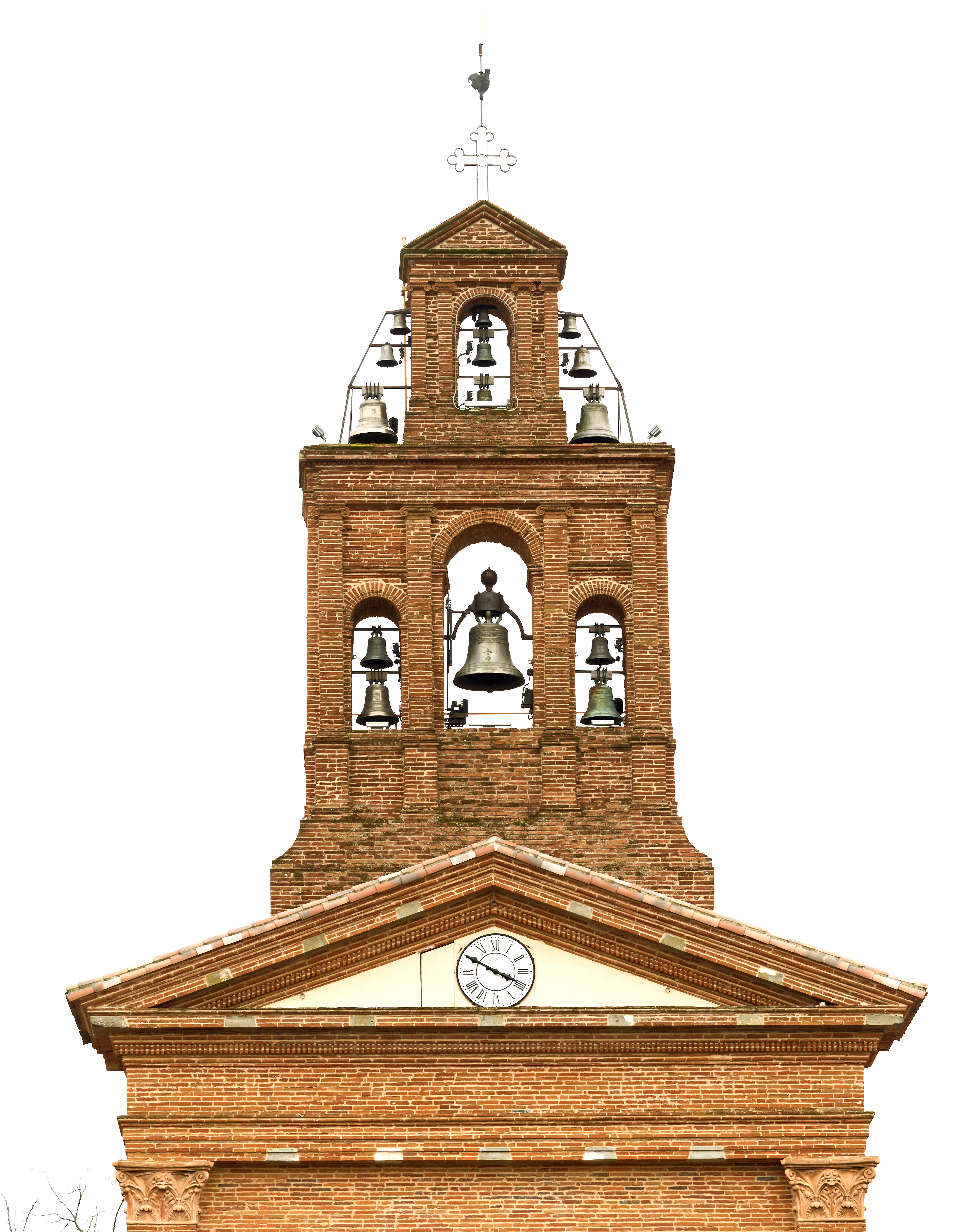
Klockstapeln.
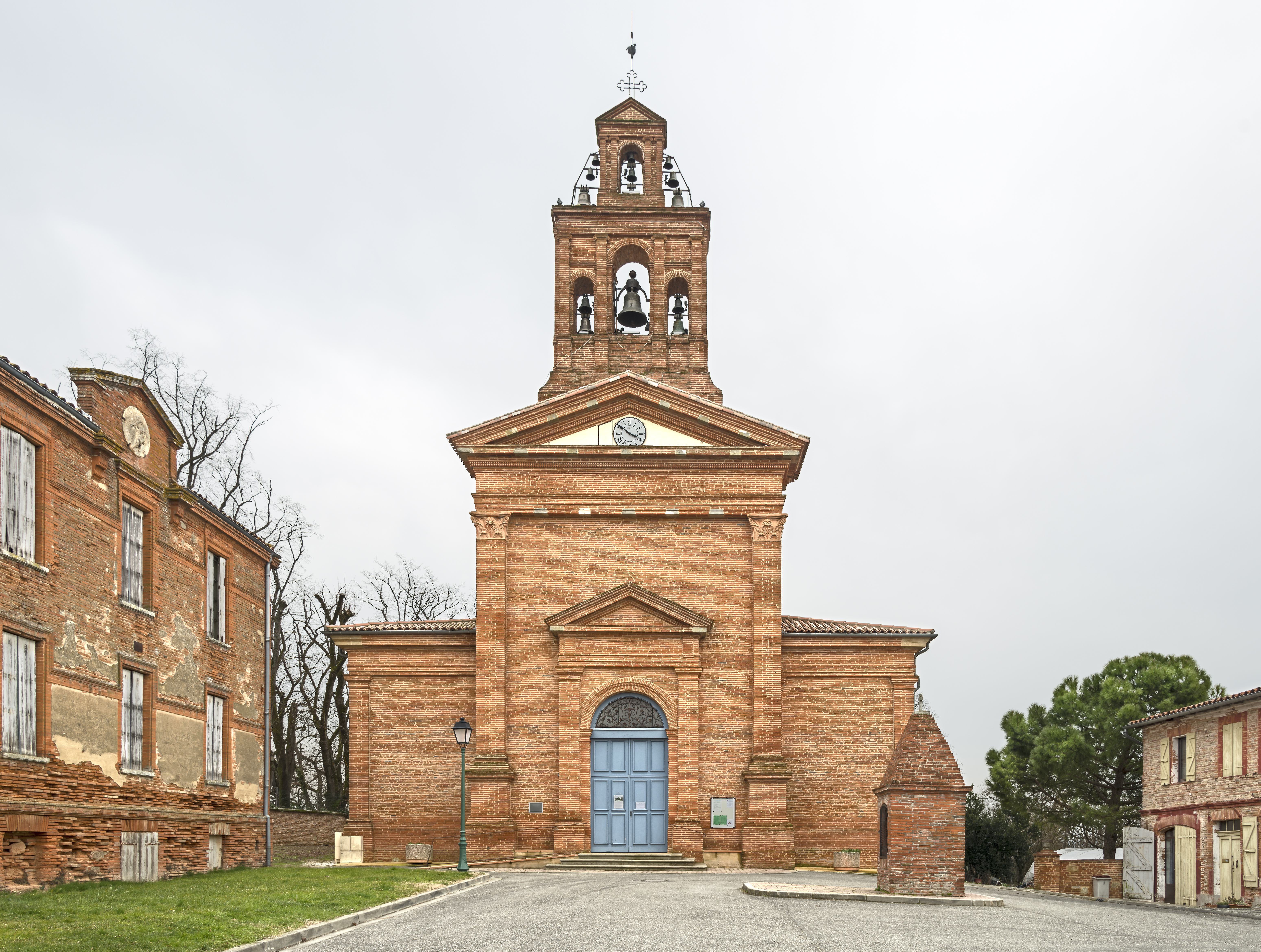
Kyrkan Notre-Dame de Lanta.
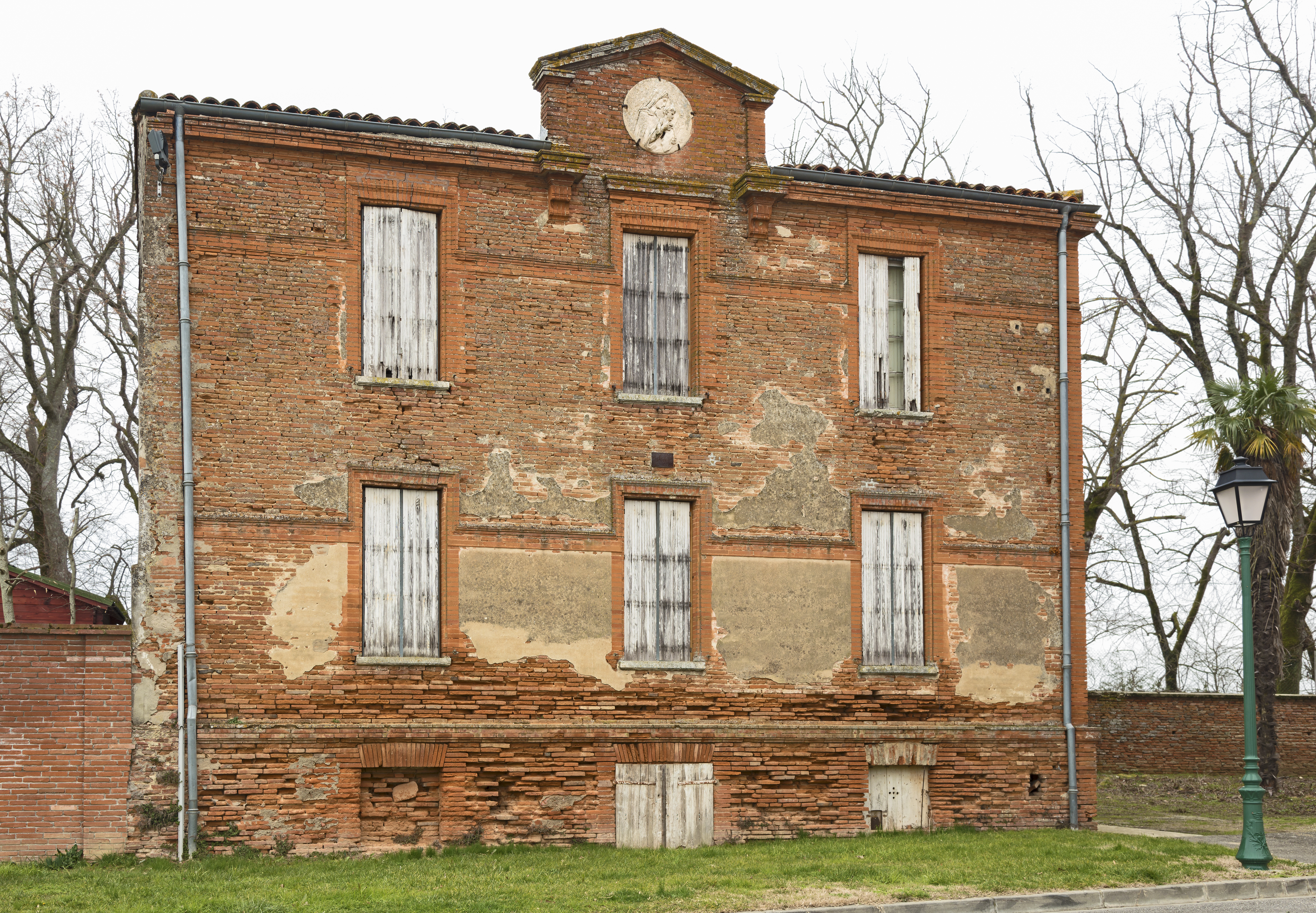
Fasaden på det gamla prästgård.
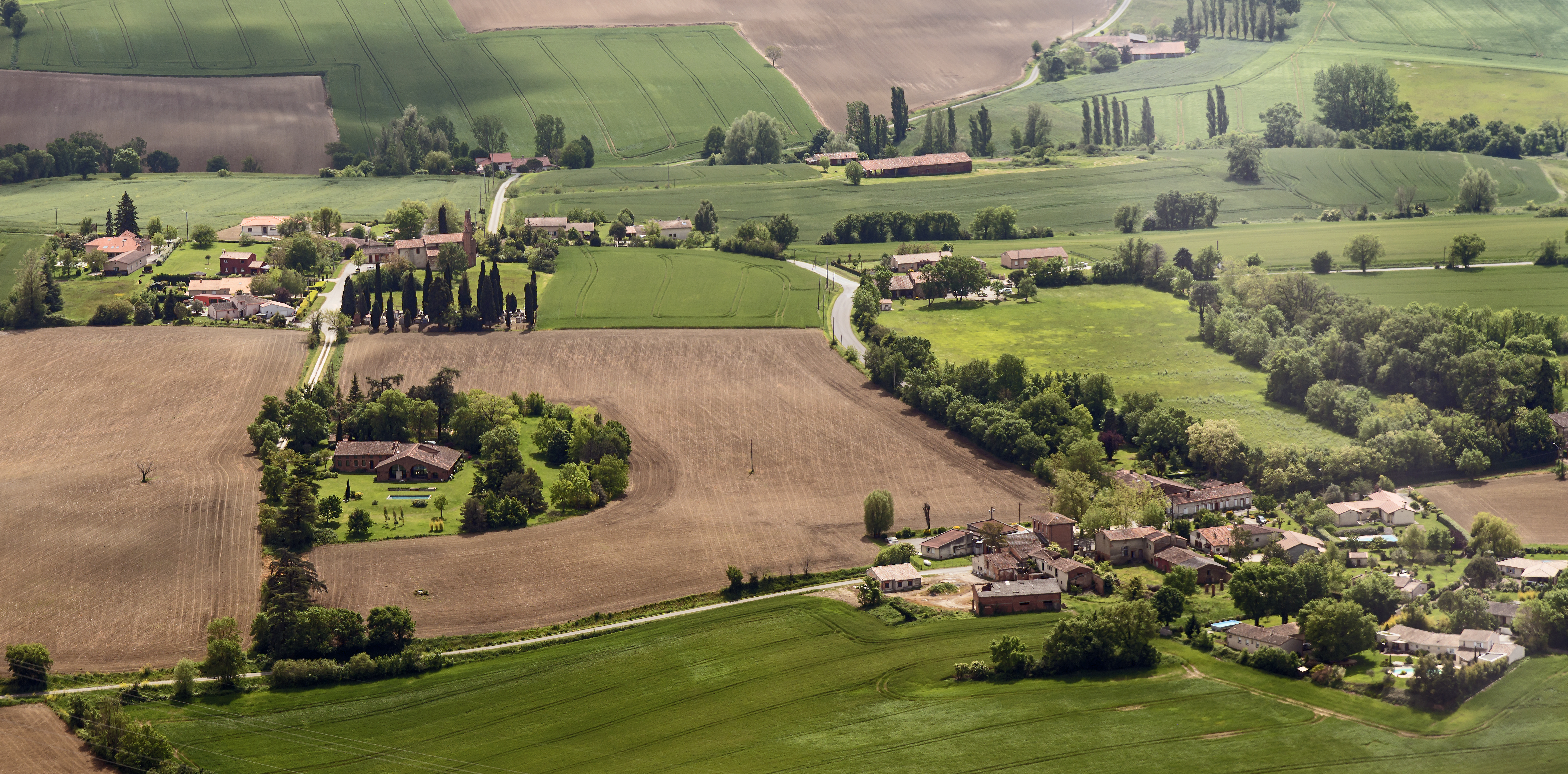
Saint Anatoly de Lanta
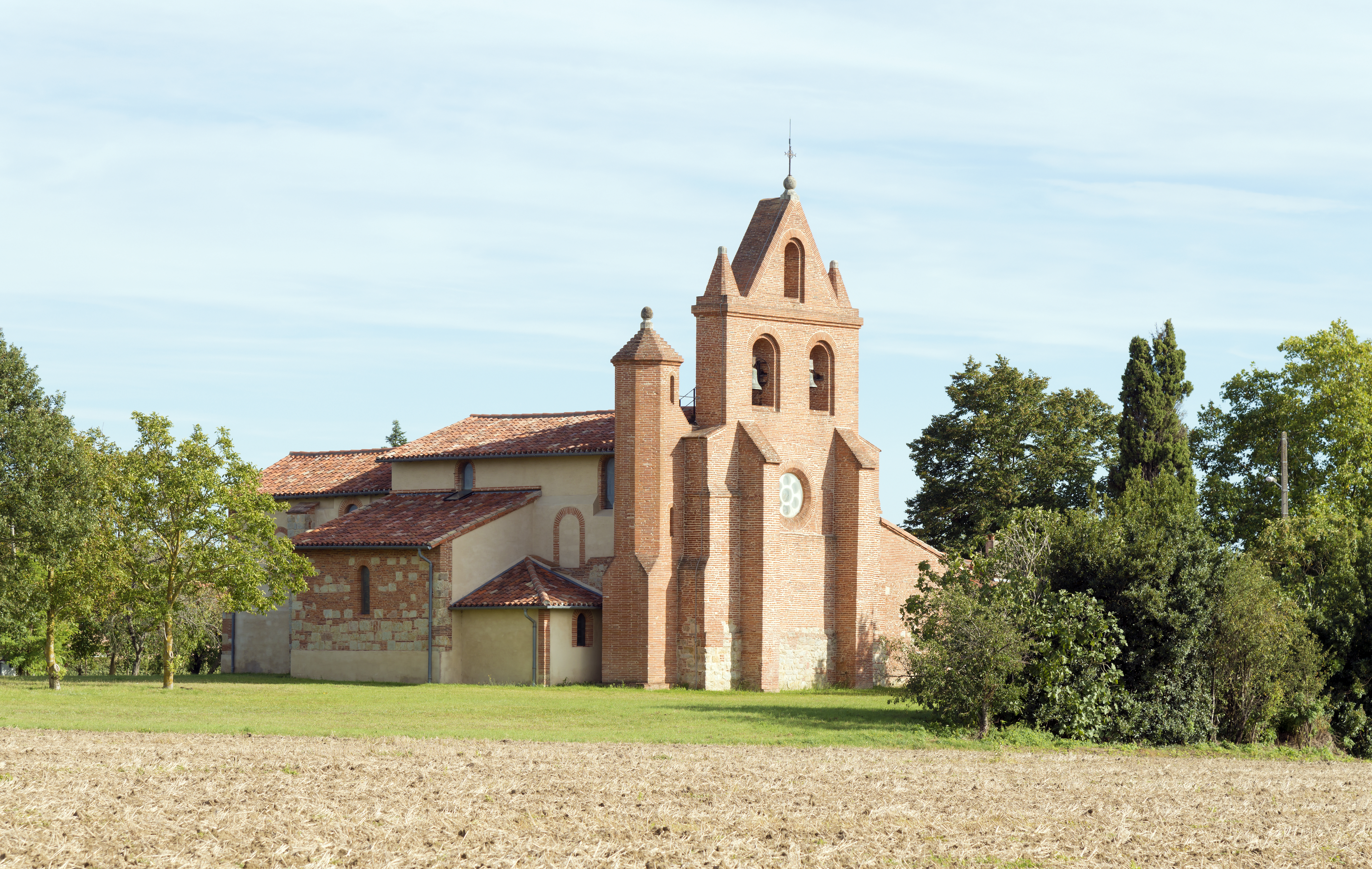
Lanta - Saint Anatoly
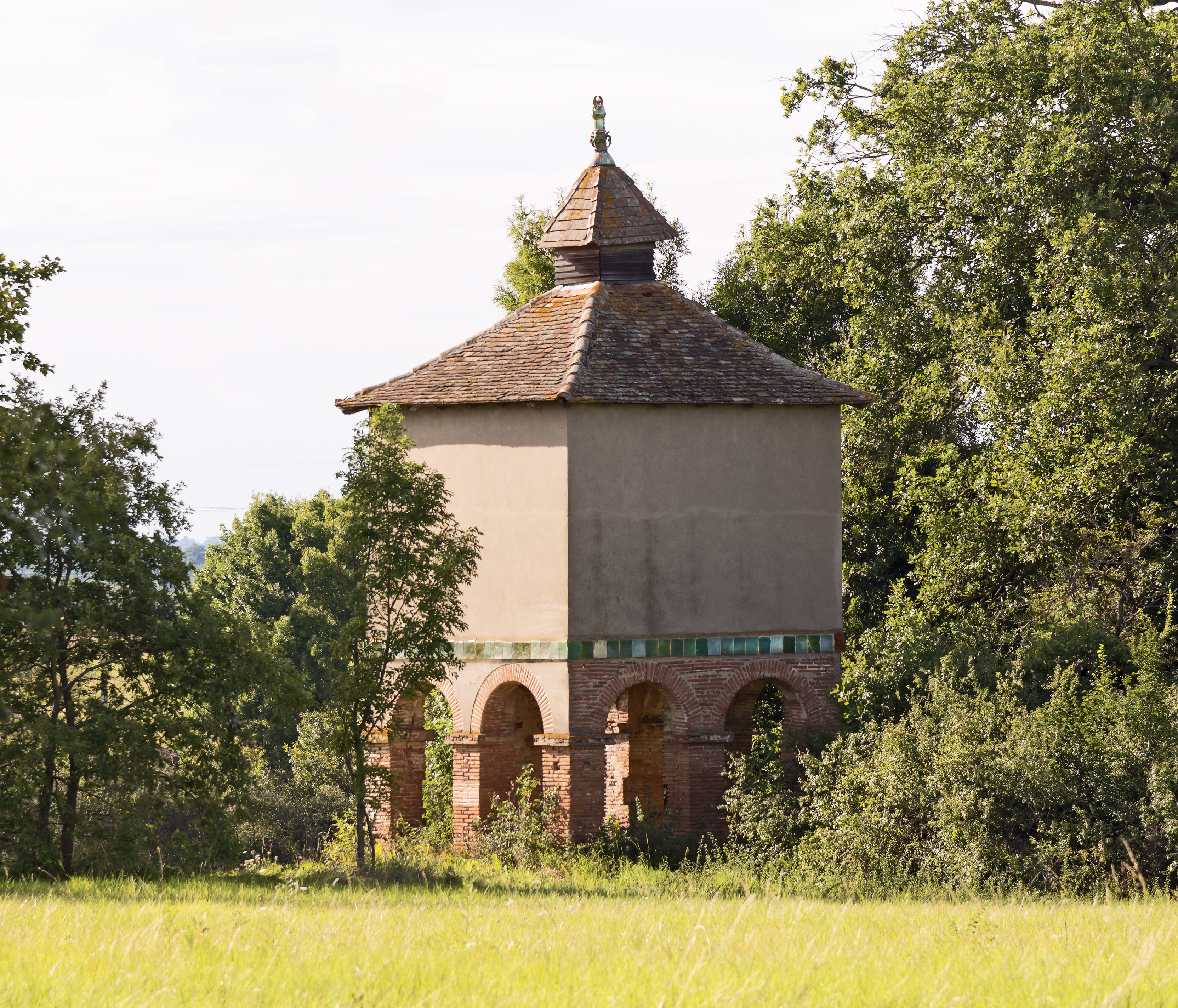